# ミハエラ・ペネシュ
ミハエラ・ペネシュ（Mihaela Peneş、1947年7月22日 - 2024年8月29日）は、ルーマニアの元陸上競技選手。やり投の選手として1964年東京オリンピックと1968年メキシコシティーオリンピックに連続して出場。東京大会では60.54mの記録でハンガリーのマールタ・ルダシュらを抑え、金メダルを獲得。4年後のメキシコ大会ではハンガリーのアンゲラ・ネーメトに次ぎ銀メダルを獲得、2大会連続の表彰台となった。
晩年はブカレストの修道院と老人ホームで過ごした後、2024年8月29日に死去。77歳没。

## 主な実績
| 年   | 大会                 | 場所                     | 種目   | 結果 | 記録   |
| ---- | -------------------- | ------------------------ | ------ | ---- | ------ |
| 1964 | オリンピック         | 東京(日本)               | やり投 | 金   | 60.54m |
| 1965 | ユニバーシアード     | ブダペスト(ハンガリー)   | やり投 | 金   | 59.22m |
| 1966 | ヨーロッパ陸上選手権 | ブダペスト(ハンガリー)   | やり投 | 銀   | 56.94m |
| 1968 | オリンピック         | メキシコシティ(メキシコ) | やり投 | 銀   | 59.92m |